# Медаль Звільненої Франції
Медаль Звільненої Франції (фр. Médaille de la France libérée) — французька державна нагорода. Введена 12 вересня 1947 року як медаль «Вдячності звільненої Франції», сучасна назва введена указом 16 червня 1948 року.
Медаллю нагороджено 13 469 осіб.

## Опис
Аверс: Посередині контури Франції з датою «1944» в центрі, підперезані ланцюгом, який розірваний на північному заході і південному сході двома вибухами, що символізують місця висадки союзників.
Реверс: Посередині вертикально стоїть ликторський пучок з надітим на нього фригійським ковпаком, навкруги ініціали: RF (République Française — Французька Республіка); написи по колу — вгорі: LA FRANCE (Франція), внизу: A SES LIBERATEURS (своїм визволителям).
Діаметр 35 мм, Бронза. Стрічка має колір подвійної веселки, що розташовані дзеркально до забарвлення стрічки медалі Перемоги.
Автор Андре Ріво (André Rivaud).